# Les Touches-de-Périgny
Les Touches-de-Périgny – miejscowość i gmina we Francji, w regionie Nowa Akwitania, w departamencie Charente-Maritime.
Według danych na rok 1990 gminę zamieszkiwały 474 osoby, a gęstość zaludnienia wynosiła 22 osób/km² (wśród 1467 gmin regionu Poitou-Charentes Les Touches-de-Périgny plasuje się na 570. miejscu pod względem liczby ludności, natomiast pod względem powierzchni na miejscu 345.).